# Фергюсон, Шейн
Шейн Ке́вин Фе́ргюсон (англ. Shane Kevin Ferguson; 12 июля 1991, Лондондерри, Северная Ирландия) — североирландский футболист, защитник. Выступал за сборную Северной Ирландии. Участник чемпионата Европы 2016 года.

## Клубная карьера

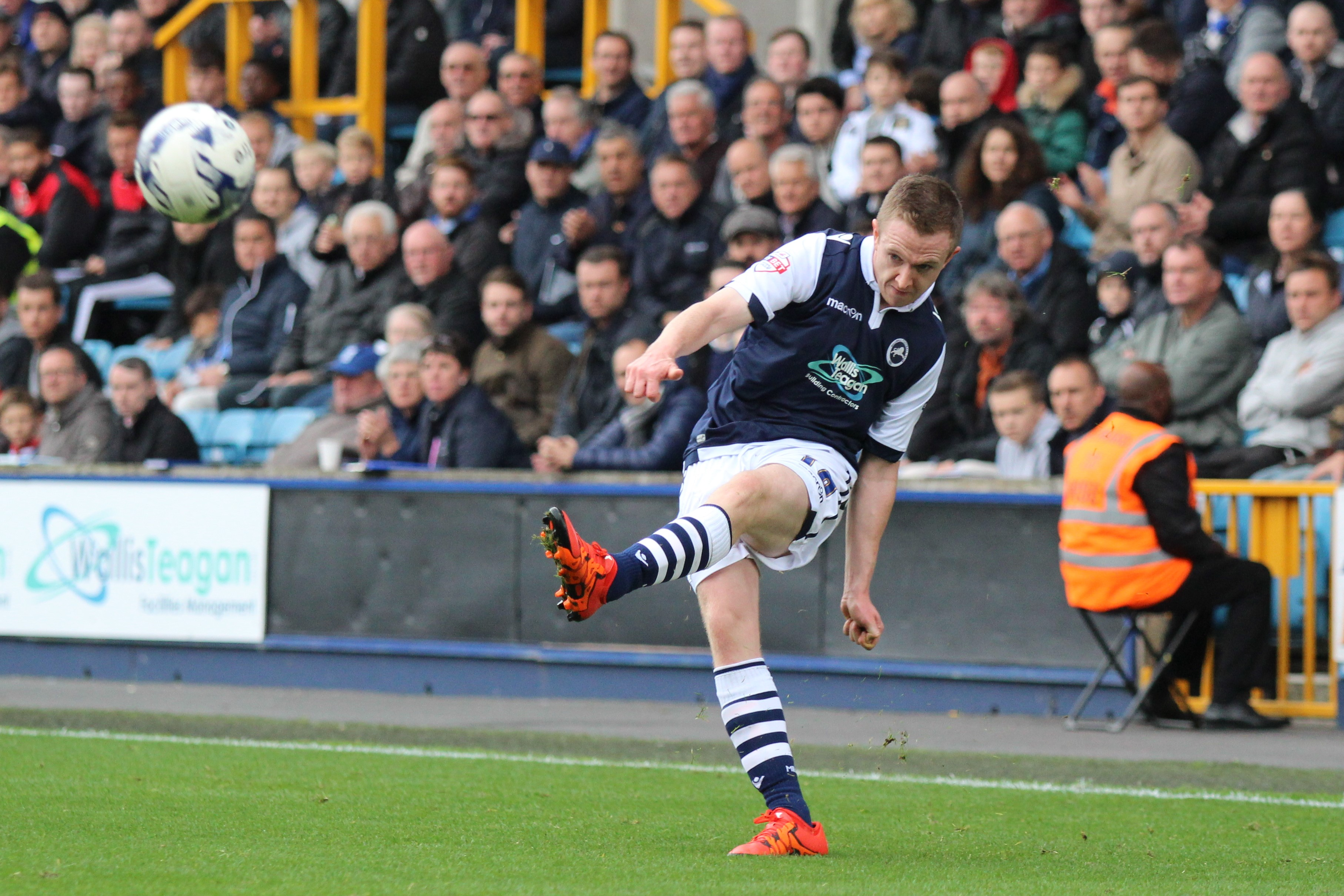
Фергюсон в составе «Миллуолла»

Фергюсон начал карьеру в клубе «Дерри Сити» из своего родного города. В 2007 году он перешёл в футбольную академию английского клуба «Ньюкасл Юнайтед». В 2009 году Шейн подписал контракт с «сороками» на три года. 25 августа 2010 года в поединке Кубка Лиги против «Аккрингтон Стэнли» Шейн дебютировал за команду. 5 января 2011 года в матче против «Вест Хэм Юнайтед» Фергюсон дебютировал в английской Премьер-лиге, заменив во втором тайме Хонаса Гутьерреса. В 2011 года Шейн продлил контракт с «Ньюкаслом» на пять лет.
В начале 2013 года он на правах аренды перешёл в «Бирмингем Сити». 2 марта в матче против «Халл Сити» Шейн дебютировал в Чемпионшипе. 29 марта в поединке против «Кристал Пэлас» Фергюсон забил свой первый гол за новую команду.
Летом того же года «Бирмингем» продлил аренду Шейна ещё на сезон. В начале 2015 года он на правах аренды перешёл в шотландский «Рейнджерс». На одной из тренировок Фергюсон получил травму колена. 28 мая в матче плей-офф против «Мотреуэлла» он дебютировал за «рейнджеров». Летом того же года Шейн вновь был отдан в аренду, его новым клубом стал «Миллуолл». 8 августа в поединке против «Шрусбери Таун» Фергюсон дебютировал за новую команду.

## Международная карьера
6 июня 2009 года в товарищеском матче против сборной Италии Фергюсон дебютировал за сборную Северной Ирландии. 15 августа 2012 года в поединке против сборной Финляндии Шейн забил свой первый гол за национальную команду.
Летом 2016 года Фергюсон принял участие в чемпионате Европы во Франции. На турнире он сыграл в матче против Польши.

### Голы за сборную Северной Ирландии
| #   | Дата            | Место                                    | Противник | Результат | Счёт | Соревнование      |
| --- | --------------- | ---------------------------------------- | --------- | --------- | ---- | ----------------- |
| 01. | 15 августа 2012 | Уиндзор Парк, Белфаст, Северная Ирландия | Финляндия | 1:0       | 3:3  | Товарищеский матч |